# James Manos Jr.
Pour les articles homonymes, voir Manos.
James Manos Jr. est un producteur et scénariste américain pour la télévision. Il est surtout connu comme le créateur de la série Dexter inspirée de la série littéraire du même nom créée par Jeff Lindsay.

## Filmographie

### Comme scénariste
- 1999 : Les Soprano (1 épisode)
- 1999 : Dangereuse conduite
- 2002-2003 : The Shield (2 épisodes)
- 2006-2010 : Dexter (le pilote)

### Comme producteur
- 1993 : Complot meurtrier contre une pom-pom girl
- 1996 : Apollo 11
- 1997 : The Ditchdigger's Daughters
- 1999: Les Soprano (12 épisodes)
- 2002-2003 : The Shield (25 épisodes)
- 2006 : Dexter (12 épisodes)

### Comme acteur
- 1996 : Apollo 11 : Simsup

## Récompenses et distinctions
- 1999 : Emmy du meilleur scénario pour une série dramatique pour l'épisode Suspicion de Les Soprano